# Contea di Kingfisher
La contea di Kingfisher (in inglese Kingfisher County) è una contea dello Stato dell'Oklahoma, negli Stati Uniti. La popolazione al censimento del 2000 era di 13 926 abitanti. Il capoluogo di contea è Kingfisher.